# Lesne glive
Lesne glive so raznolika skupina gliv, ki se poleg lesnih žuželk hranijo z lesom kot organskim materialom in s tem povzročajo razpadanje lesa ali trohnenje, ne pa gnitje. Ob ugodnih pogojih (vlažnem lesu in ustrezni temperaturi) vznikne iz trosov podgobje, ki prodre v notranjost in s pomočjo encimov razkraja sestavine lesa.

## Okužba
Glive okužijo les s trosi, ali prirastejo z okuženega na neokužen les.

## Glive povzročiteljice obarvanja lesa
Nekatere lesne glive, kot na primer plesni in zelenivci (poznanih je 400 različnih vrst gliv iz poddebla zaprtotrosnic), povzročajo zgolj barvne estetske spremembe. Glive iz skupine Fungi imperfecti ali nepopolne glive pogosto povzročajo bolezni drevja. Vendar so vanjo uvrščene tudi tiste vrste, ki okužijo les in povzročajo različna površinska ali globinska obarvanja (modrenje, plesni), prav tako tudi mehko trohnobo.

## Glive razkrojevalke lesa
Prave glive razkrojevalke lahko les tudi popolnoma uničijo. Po okužbi podgobje prodira v notranjost lesne mase in izloča encime, s katerimi razkrajajo glavne komponente lesa. Če lesna gliva razgrajuje predvsem lignin, se okuženi les obarva belo. V tem primeru govorimo o beli trohnobi. Če pa gliva s svojimi encimi razkraja celulozo, se les zaradi presežka lignina obarva rjavo ter (npr. kockasto) razpada. V tem primeru govorimo o lesnih glivah, ki povzročajo rjavo trohnobo, v našem podnebnem pasu spadajo med najpogostejše biotične uničevalce lesa. Glive, ki povzročajo belo ali rjavo trohnobo, poleg barvnih sprememb močno poslabšajo mehanske lastnosti lesa in ga v končni fazi spremenijo v prah.

### Encimski razkroj lesa
Glivni razkroj lesa je zelo kompleksen biokemični proces. Glive razkrojevalke lesa izločajo v lesno maso ekstracelularne encime, ki v ugodnih razmerah povzročajo razkroj, bodisi celuloze in hemiceluloze s hidrolitičnimi encimi (endo- in eksocelulaze, celobiohidrolaze, različne hemicelulaze) bodisi razkroj lignina z ekstracelularnim sistemom (peroksidaze, oksidaze, lakaze, tvorijo proste kationske radikale) oz. lizotrofnim načinom prehranjevanja gliv. Lignolitični proces je oksidativen in ne hidrolitičen, zaradi estrskih vezi med fenilpropanskimi enotami lignina. Lignin je med organskimi snovmi ena najodpornejših na biotsko razgradnjo, razkrojijo ga le nekatere glive, zato predstavlja matriks, ki varuje les pred razgradnjo, saj je tudi precej toksičen za mikroorganizme.

### Najbolj pogoste razkrojevalke lesa
- Siva hišna goba ali solzivka – hišni lesomor (Serpula lacrymans)
- Kletna goba – mokrotna lesomorka (Coniophora puteana)
- Bela hišna goba – Poria (Antrodia) monticola Murr (1920), po novem imenovana rožnati sirovec (Rhodonia placenta) (Fr.) Niemelä, K.H.Larss. & Schigel (2005)

## Priraščanje
Priraščanje glive skozi les poteka na različne načine:
- po lumnih celic, kjer se širijo vzdolž lesnih vlaken,
- po parenhimskih celicah, kjer prehajajo v radialni smeri (strženovi trakovi),
- preko pikenj, kjer se širijo v radialni smeri,
- skozi odprtine, ki si jih naredijo same,
- skozi celično steno z mehansko silo (hifa se zoži in prodre skozi celično steno in nato se na drugi strani ponovno odebeli).

## Zaščita lesa
- Naravna zaščita lesa, kot je pravilno ravnanje in uporaba lesa ter kakovosten izkoristek lesne mase, drevesna vrsta, preventivna zaščita že v gozdu,...
- Biološki načini zaščite, uporabljamo naravne sovražnike lesnih žuželk, kot so plenilci in zajedavci iz skupine žuželk, ter mikroorganizme, antagonistični odnosi med samimi glivami, ali glivami in bakterijami.
- Kemična zaščita lesa, z impregniranjem različnih kemičnih sredstev, biocidov.
- Modifikacija lesa.